# 大二河
大二河又称六道河，位于中华人民共和国辽宁省桓仁满族自治县境内，是浑江右岸支流，发源于桓仁县西北部老道冲岭，上游分南、北两条支流，北支流经华来镇铧尖子村（原铧尖子镇）、二户来村（原二户来镇），南支流经华来镇木盂子村（原木盂子镇），两支在黑卧子村附近汇合后流向东南，流经桓仁镇四道河村（原四道河子乡），最后于东老台子村（原属六道河子乡）注入浑江。河长64千米，河道比降5.4‰，流域面积766平方千米。年均径流量2.36亿立方米。流域内山多，森林繁茂，即使遇到少雨之年，却能耐旱，民间有“十旱九收，十涝九丢”之说。